# Сенежская волость
Сенежская волость, или волость Сенег, или волость Сеньга — историческая административно-территориальная единица Владимирского уезда Замосковного края Московского царства.

## Название
Название вероятно происходит от речки Сеньга, которая протекала по части волости и впадала в Клязьму. В среднем течении Сеньги находится проточное озеро с таким же названием, а на его берегу с давних пор располагалась деревня (впоследствии село) Сеньго-озеро. Существовал и особый стан с названием Сенег. В устье Сеньги находился починок Сеньга-Лазаревка. Происхождение слова «Сеньга» неясно, и по этому поводу существуют различные предположения. В свою очередь, непонятное смысловое значение порождает различные произношения: местные жители именуют реку (и озеро) Сеньга, Сеньго и даже Сенег с ударением как на первом, так и на втором слогах. Возможно, что «Сенега» является усеченным словом «Сенега». В пользу этого говорит название существовавшего здесь древнего стана Сенег.
Филологи считают, что изменение названия произошло с переходом прибалтинско-финского «г» в «ж» на русской почве: Сеньга, Сенег — Сенеж.

## География
При образовании губерний Сенежская волость оказалась в южной части Покровского уезда Владимирской губернии. В настоящее время прежние сенежские земли располагаются в восточной части Орехово-Зуевского района, той, что прежде принадлежала Владимирской губернии. Условно западная граница Сенежской волости проходила по линии современного шоссе Орехово-Зуево — Ликино-Дулево и далее, примерно, по линии Язвищи — Запутное.

## История
Обширная территория Сенежской волости была населена людьми с очень давних времен. На берегах Сеньги открыты стоянки бронзового века, которые датируются III—II тысячелетиями до нашей эры. Древнерусские селища ХII—XIII веков существовали на берегах озера Сеньга.
Во второй половине XIV века один из водных торговых путей пролегал вниз по реке Москве до устья Нерской, по Нерской поднимались до её верховьев и через волок попадали в реку Ушму, а из нее — в Клязьму. Предполагается, что в эти времена богатеющая область по Ушме была дана в вотчину российским митрополитам. Из стана Сенег, относившегося к Владимирскому уделу, была выделена митрополичья волость, получившая название Сенег (Сеньга, Сенежская). В духовных грамотах Ивана Калиты (1336 и 1339 годы) Сенежская волость не упоминается. Вероятно, уже тогда она не принадлежала Ивану Калите, хотя он был великим князем Московским и Владимирским.
Сенежская волость издавна принадлежала московским и всея Руси митрополитам, а затем и патриархам (так называемая «Патриаршина»). В июле 1411 года в сенежских лесах скрывался от набега татарского царевича Талыча митрополит Фотий. Очень вероятно, что на берегу одного из сенежских озёр был погребен священномученик Патрикий — ключарь Владимирского Успенского собора, не открывавший врагам двери храма и принявший от них мученическую смерть за веру 3 июля 1411 года.
Многочисленные озёра, низкие места и болота на реке Сеньге и по обеим сторонам от неё делали Сенежскую волость непригодной для земледельческих поселений. Территория бывшей Сенежской волости и в настоящее время пустынна, а в XIV—XV веках она представляла ценность для митрополичьего дома только своими рыбными запасами. B кратком перечне владений упоминаются рыбные ловли в реках Сеньге, Дрозне, Нерской и следующие озёра: Круглец, Святец, Малый Святец, Находное, Сеньго, Озерец, Пирютино, Оленево, Орехово, Дороголево, Язвище, Возмицкое и Ширково.
Из интересной по бытовым подробностям грамоты 1528 года о разграблении митрополичьего рыбного двора на озере Сеньге людьми Василия Неронова видно, что митрополичьи дети боярские с рыбными ловцами приезжали из Москвы для рыбной ловли, привозили с собой всякую рыболовную снасть, запасы продовольствия и котлы для варки пищи и останавливались в специально для того построенном дворе на берегу озера Сеньга. Мороженую рыбу отправляли в Москву санным путем, а свежую — по рекам Нерской и Москве или по Сеньге и Клязьме.
С упразднением патриаршества на Руси Сенежская волость стала собственностью священного Синода и называлась «синодальной». В XVIII веке в её западной части (той, в которой располагался погост Ореховский с деревнями), кроме синодальных, существовали также вотчинные и помещичьи земли. Эта часть волости прозывалась «Возницыной (или Возминской) половиной» от фамилии вотчинников Возницыных, известных тем, что когда-то они пожаловали церкви на Ореховском погосте очень большой надел земли — 350 десятин (около 380 га). Возницыным принадлежали некоторые деревушки к юго-востоку от погоста — Власово, Тимонино, Щетинино, Яковлево. Другая часть Сенежской волости, по речке Сеньге, называлась «Заболотской половиной».
В конце XIX века часть Сенежской волости принадлежала Егорьевскому уезду Рязанской губернии.
В XIX веке была разделена на Кудыкинскую и Яковлевскую волость Покровского уезда Владимирской губернии.